# Dabaret Salu
Dabaret Salu of Salu was een cabaretprogramma van Sam Bogaerts en Lucas Vandervost, ontstaan op de toneelafdeling van het Koninklijk Conservatorium Antwerpen.
Dabaret komt van Dada en Cabaret. De groep won in 1978 het Humorfestival van Heist, en in 1979 Cameretten Delft. Het succes en de tournee die erop volgde waren de aanleiding om Het Gezelschap Van De Witte Kraai op te richten. Later werd dit gezelschap bekend onder de naam De Tijd.